# 梅花駅
梅花駅（メファえき）は、大韓民国慶尚北道蔚珍郡に位置する韓国鉄道公社東海線の駅である。

## 駅構造
- 1面1線の高架駅である。

## 駅周辺
- 烏山港（朝鮮語版）
- 徳信海水浴場（朝鮮語版）

## 歴史
- 2025年1月1日：開業。

## 隣の駅
韓国鉄道公社
東海線
箕城駅 - 梅花駅 - 蔚珍駅